# Place Hubertine-Auclert
Pour les articles homonymes, voir Hubertine et Auclert.
La place Hubertine-Auclert est une petite place piétonne du 11e arrondissement de Paris.

## Situation et accès
Elle est située au carrefour entre la cité Industrielle et la rue Camille-Desmoulins, proche de la mairie d'arrondissement, à l'est de la cité Industrielle et des deux côtés de la rue Camille-Desmoulins.

## Origine du nom
Le nom de la place fait référence à Hubertine Auclert (1848-1914), militante féministe, en faveur de l'éligibilité et du droit de vote pour les femmes. Elle habita et mourut rue de la Roquette, située à l'extrémité sud de la cité Industrielle, à moins de 100 mètres de la place.

## Historique
Cette placette en deux parties est créée et prend sa dénomination actuelle en 2013.